# Natien
Natien è un comune rurale del Mali facente parte del circondario di Sikasso, nella regione omonima.
Il comune è composto da 8 nuclei abitati:
- Farako
- Kassanso
- Kena
- Natien
- Pitagalasso
- Sopie
- Tamba
- Zierodougou